# Sophia Albertine von Erbach-Erbach

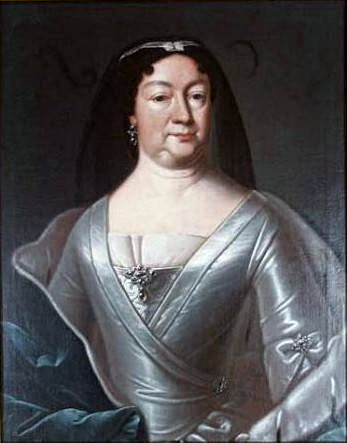
Sophia Albertine von Erbach-Erbach, Herzogin von Sachsen-Hildburghausen

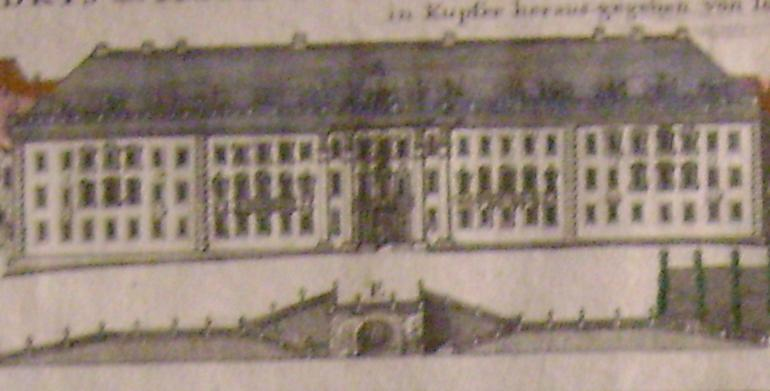
Schloss Hildburghausen ca. 1720

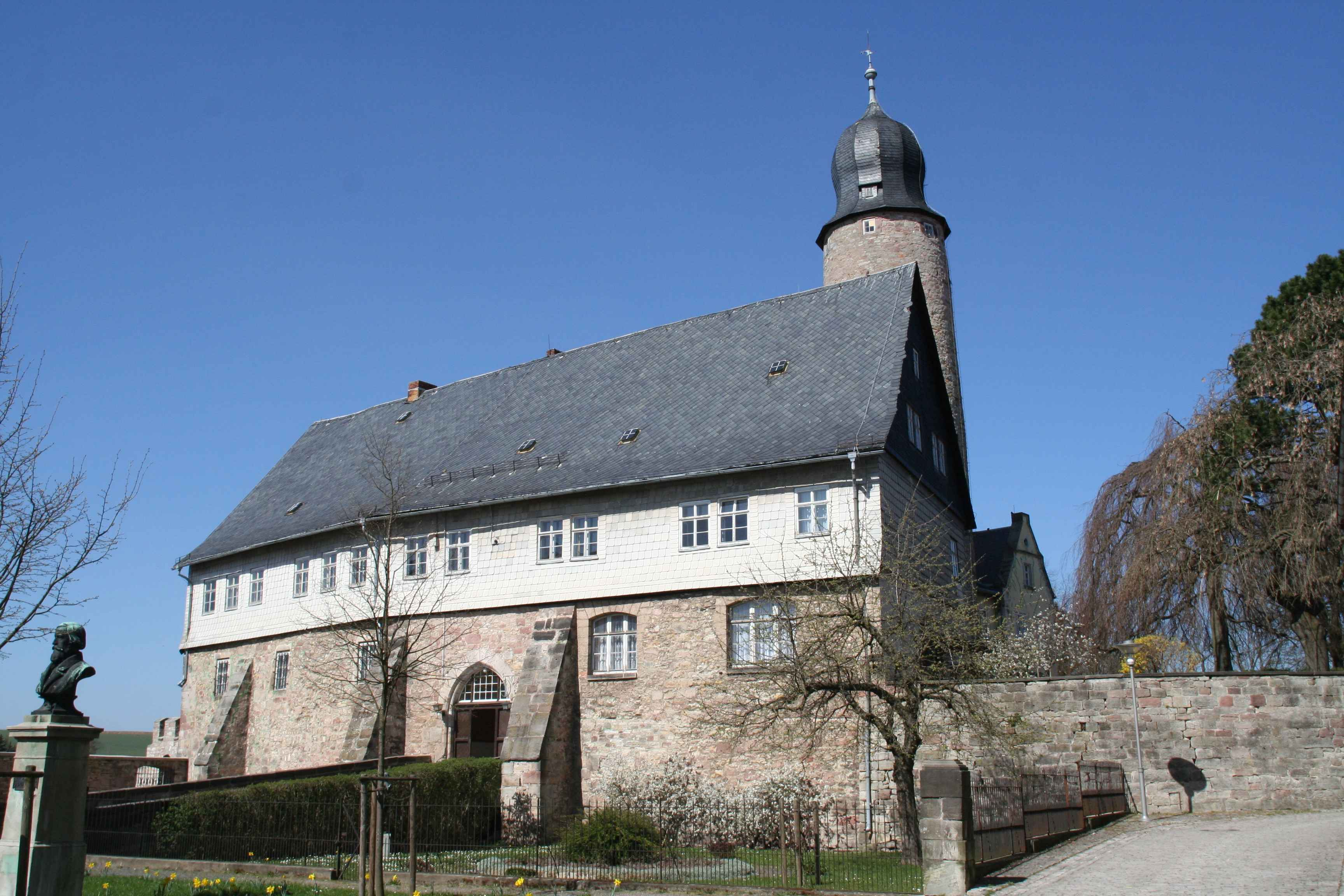
Schloss Eisfeld

Sophia Albertine, Gräfin von Erbach-Erbach (* 30. Juli 1683 in Erbach; † 4. September 1742 in Eisfeld) war durch Heirat Herzogin von Sachsen-Hildburghausen. Von 1724 bis 1728 war sie die Regentin des thüringischen Kleinstaates.

## Leben
Sophia Albertine war die jüngste Tochter des Generals Graf Georg Ludwig I. von Erbach-Erbach (1643–1693) und dessen Frau Gräfin Amalia Katharina von Waldeck-Eisenberg (1640–1697). Sie heiratete am 4. Februar 1704 in Erbach Herzog Ernst Friedrich I. von Sachsen-Hildburghausen. Sophia Albertine oblag die Erziehung ihrer Kinder, da sich ihr Mann weitestgehend dem Soldatenleben außerhalb des Landes widmete.
Nach dem Tod ihres Mannes 1724 führte Sophia Albertine die Regentschaft für ihren unmündigen Sohn Ernst Friedrich II. von Sachsen-Hildburghausen. Sie verstand es durch Sparmaßnahmen die Schuldenlast im Land etwas abzumildern. Ein großer Teil des Hofstaates wurde entlassen und die kostenintensive Garde aufgelöst. Ihr gelang es, die Zahl der erhobenen Steuern von 16 auf 8 herabzusenken. Bei dem Versuch Bargeld herbeizuschaffen, wurde auch die wertvolle herzogliche Bibliothek verkauft.
Der Verkauf des Amtes Schalkau an das Herzogtum Sachsen-Meiningen durch ihren in Geldnot befindlichen Mann 1723 wurde als widerrechtlich betrachtet. Auch durch Einfluss des Prinzen Joseph Friedrich von Sachsen-Hildburghausen, der sich zu jener Zeit in Hildburghausen befand, erklärte Sophia Albertine Sachsen-Meiningen den Krieg und ließ das Amt Schalkau am 11. Juli 1724 militärisch besetzen. Nach einem Stadtbrand in Hildburghausen im Jahr 1725 konnte sie wesentlich zur Unterstützung der Betroffenen beitragen.
Nach der Regierungsübernahme ihres Sohnes zog sie sich auf ihren Wittumssitz Schloss Eisfeld zurück. Der Hauptsaal im Schloss Hildburghausen war mit einem Parkett in Sternform ausgestattet, in dessen Zentrum sich die Initialen der Herzogin „SA“ befanden.

## Nachkommen
Mit ihrem Mann Ernst Friedrich hatte sie die folgenden Kinder:
- Ernst Ludwig Hollandinus (1704–1704)
- Sophia Amalia Elisabeth (1705–1708)
- Ernst Ludwig Albrecht (1707–1707)
- Ernst Friedrich II. (1707–1745)
- Friedrich August (1709–1710)
- Ludwig Friedrich (1710–1759)
- Elisabeth Albertine (1713–1761) ⚭ 1735 Karl von Mecklenburg-Strelitz
- Emanuel Friedrich Karl (1715–1718)
- Elisabeth Sophia (1717–1717)
- Georg Friedrich Wilhelm (1720–1721)